# Djebel Dosha
Le Djebel Dosha est un promontoire en grès situé près du Nil, sur la rive ouest de la rivière entre Soleb et Sedeinga, dans l'État du Nord au Soudan. Il présente une chapelle taillée dans la roche durant le règne de Thoutmôsis III, contemporaine du temple d'Ellesiya, ainsi que plusieurs stèles et inscriptions rupestres datant du Nouvel Empire.

## Chapelle
La chapelle, taillée dans la roche, contient des inscriptions partiellement perdues et une décoration murale de Thoutmôsis III. Sur le mur arrière de la chapelle, on trouve trois statues assises largement défigurées.

## Inscriptions et stèle

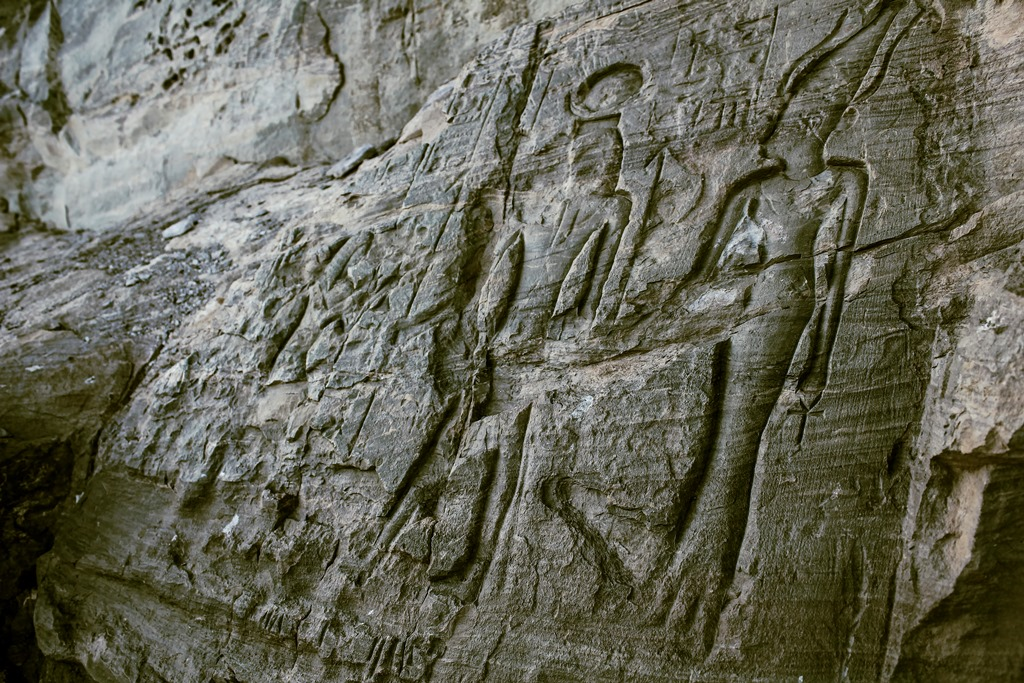
Relief en creux avec Amenemopet, faisant une offrande à un dieu lunaire et à Satis.

Au début de la période ramesside, plusieurs stèles, principalement commandées par le vice-roi de Koush, Amenemopet, ont été ajoutées. L'une des stèles montre Séthi Ier faisant une offrande aux dieux Khnoum, Satet et Anket ; une autre, réalisée en relief en creux, montre Amenemopet agenouillé faisant une offrande à un dieu lunaire et à la déesse Satet. Plusieurs groupes de figures marchantes sont sculptés dans la roche du djebel.